# 후쿠오카시 박물관
후쿠오카시 박물관(福岡市博物館)은 일본 후쿠오카현 후쿠오카시 사와라구에 있는 시립 박물관이다.
본래 있던 후쿠오카 시립 역사 자료관 (현재 후쿠오카시 문학관)가 협소해져서 처음에는 아시아 태평양 박람회 개최에 맞추어 회장의 테마관으로 건설되었으며, 박람회가 종료함에 따라 일단 폐쇄되었다. 1990년 10월 18일에 박물관으로 정식 개관했다. 시사이드모모치 지역의 중앙에 위치하고, 서쪽에 후쿠오카시 종합 도서관, 북측에 후쿠오카 타워, 강을 낀 동쪽에 후쿠오카 돔 등이 있다.

## 같이 보기
- 후쿠오카시 미술관